# Pianka do włosów

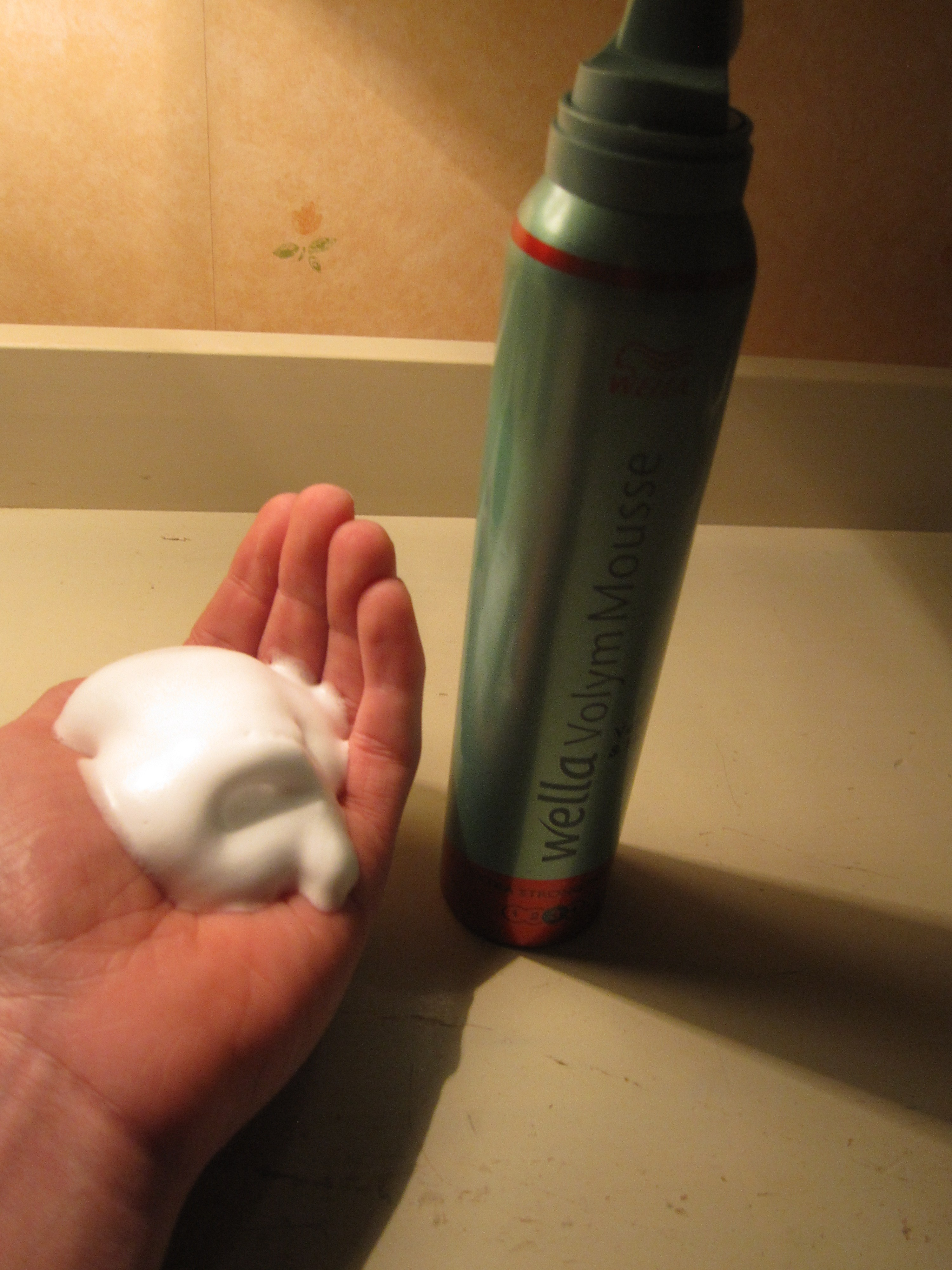
Pianka do włosów

Pianka do włosów – kosmetyk do stylizacji różnych rodzajów włosów. Można ją stosować na wilgotne lub suche włosy.
Wyróżniamy pianki zwiększające objętość, wygładzające, nabłyszczające, do włosów prostych lub kręconych. 
Kosmetyki koloryzujące włosy także mogą mieć formę pianki. 